# Uranothauma delatorum
Uranothauma delatorum är en fjärilsart som beskrevs av Francis Arthur Heron 1909. Uranothauma delatorum ingår i släktet Uranothauma och familjen juvelvingar. IUCN kategoriserar arten globalt som livskraftig. Inga underarter finns listade i Catalogue of Life.